# (49110) Květafialová
(49110) Květafialová, désignation internationale (49110) Kvetafialova, est un astéroïde de la ceinture principale.

## Description
(49110) Kvetafialova est un astéroïde de la ceinture principale. Il fut découvert le 16 septembre 1998 à l'Observatoire d'Ondřejov par Petr Pravec et Lenka Šarounová. Il présente une orbite caractérisée par un demi-grand axe de 2,68 UA, une excentricité de 0,04 et une inclinaison de 1,7° par rapport à l'écliptique.

## Compléments